# Capparis pittieri
Capparis pittieri là một loài thực vật có hoa trong họ Capparaceae. Loài này được Standl. mô tả khoa học đầu tiên năm 1927.